# Dublinské dohody

Státy, aplikující Dublinská nařízení
Státy EU, kde platí dublinská nařízení
Dohoda EU-Dánsko
Státy mimo EU, pro které také platí dublinská nařízení

Dublinské nařízení představuje evropskou legislativu (Nařízení číslo 604/2013, jeho současná verze se nazývá Dublin III, předchozí verze se nazývala Dublin II a původní verze Dublin I neboli Dublinská konvence), stanovující, že žádost cizince o mezinárodní ochranu má být projednávána a rozhodnuta pouze jedním ze členských států EU. Vliv na rozhodnutí mohou mít například žadatelovy rodinné vazby, jeho vízum či skutečnost, že v minulosti již hranice Evropských společenství neoprávněně překročil. Spolu s Nařízením 603/2013 o databázi otisku prstů (EURODAC) tvoří základ tzv. dublinského systému.

## Definice, cíle a kritéria
Nařízení číslo 604/2013, kterým se stanoví kritéria a postupy pro určení členského státu příslušného k posuzování žádosti o mezinárodní ochranu podané státním příslušníkem třetí země nebo osobou bez státní příslušnosti v některém z členských států, má za cíl následující:
1. zabránit situaci, kdy se žádný ze států necítí být odpovědný za posouzení žádosti o azyl, čímž jsou uprchlíci donuceni opakovaně opouštět státy v závislosti na přijetí či odmítnutí jejich žádosti (tento jev se nazývá refugee in orbit),
2. postihnout jev zvaný asylum shopping, kdy jednotlivec podá žádost o azyl souběžně, nebo postupně v několika členských státech a cíleně mezi nimi cestuje.[2]

Pro žadatele o mezinárodní ochranu to obecně znamená, že má právo na meritorní posouzení jeho žádosti pouze v jednom členském státě Evropské unie (tzv. „one-chance-only princip“).
Nařízení Dublin III udává, že na každou z členských zemí (kromě států Evropské unie se vztahují i na Norsko, Island, Lichtenštejnsko a Švýcarsko, Dánsko má sice v oblasti bezpečnosti, obrany a spravedlnosti výjimku, ale toto nařízení je zavázáno dodržovat) se vztahuje povinnost stanovení státu pověřeného k posouzení žádosti o azyl. Rozhodnutí je ovlivněno následujícími kritérii:
- Rodinné vazby – žádost posoudí země, v níž legálně přebývá žadatelovo příbuzenstvo, zejména pokud je žadatelem nedospělý jedinec.
- Vydané vízum či povolení k pobytu – rozhodne stát, který povolení vydal.
- Neoprávněný vstup a pobyt – rozhodne stát, jehož hranice žadatel již dříve ilegálně překročil.
- Bezvízový styk – rozhodne stát, ke je žadatel osvobozen od vízové povinnosti.
- První podaná žádost o azyl – rozhodne první stát, kde migrant žádal o ochranu (tzv. zbytkové kritérium).

Pokud uprchlík nesplňuje podmínky pro udělení azylu a přesto vstoupí na území cizího státu, jedná se o ilegální překročení hranic. Žádosti nemůže být vyhověno v následujících případech:
- uprchlík se prokazatelně dopustil zločinu proti míru, válečného zločinu nebo zločinu proti lidskosti,
- uprchlík se dopustil vážného nepolitického zločinu mimo zemi svého azylu,
- uprchlík je vinen činy, které jsou v rozporu se zásadami a cíli Spojených národů.[4]

Kritéria pro stanovení odpovědného státu se však mnohdy neaplikují ve výše uvedeném pořadí a v praxi hraje nejdůležitější roli kritérium místa vstupu na území Evropské unie.
Zvolená země poté nabývá obecné povinnosti převzít žadatele na své území až do vyřízení záležitosti. Tato povinnost zaniká v případě, že o tento úkon projeví zájem kterýkoli jiný členský stát, nebo pokud žadatel opustí Evropskou unii na déle než tři měsíce. Každý členský stát současně může převzít žadatele o azyl a posoudit jeho žádost o mezinárodní ochranu, i když není příslušný podle výše uvedených kritérií.

## Vznik Dublinské konvence
V 80. letech 20. století čelily členské státy EU přibývajícímu počtu migrantů, což znamenalo zvýšení množství žádostí o azyl, tudíž i přetížení odpovědných orgánů a zpožďování rozhodovacích procedur. Společně s vytvořením jednotného trhu a vznikem prostoru bez vnitřních hraničních kontrol bylo nutné přistoupit ke společnému řešení. První dokument, který se otázkou žádosti o azyl měl zabývat, byla Úmluva k provedení Schengenské dohody ze dne 14. června 1985, která se však týkala pouze menší části států Evropských společenství, a proto existovala nutnost uzavřít zvláštní smlouvu. Úmluva o posouzení státu odpovědného za posouzení žádosti o azyl podané v některém z členských států Evropských společenství byla podepsána dne 15. června 1990 v Dublinu (odtud Dublinská konvence). Tato úmluva vstoupila v platnost 1. září 1997 ve 12 zemích Evropské unie a zahrnovala všechny tehdejší členské státy společně s Norskem a Islandem, které podepsali zvláštní protokol (ve Švédsku a Rakousku ovšem nabyla platnosti až 1. října 1997 a ve Finsku 1. ledna 1998).
Účelem Dublinské konvence bylo zejména zabránit dlouhým rozhodovacím procesům a stanovit jednotná kritéria pro přidělení odpovědnosti konkrétnímu státu ve věci prozkoumání žádosti o azyl. Měla rovněž dosáhnout zrychlení příjmu uprchlíků zejména snížením požadavků na šetření individuálních žadatelů; ke schválení mohlo nyní dojít jen na základě orientačních (indikativních) důkazů. Tuto záležitost však konvence nezvládla vyřešit příliš efektivně. Její nevýhodou bylo, že nebrala v potaz uprchlíky, kteří v zemi plánovali přebývat krátkodobě.
Jakmile byl určen stát, který bude řešit žádost, měl tři povinnosti: schválit žadateli přístup do země, projednat žádost co nejrychleji a přijmout migranta, pokud se mezitím ocitl v jiném členském státě.

## Nařízení Dublin II
Významná část kapitoly o spolupráci v oblasti justice a vnitřních věcí přešla do prvního pilíře Evropské unie následkem podepsání Amsterodamské smlouvy roku 1997, proto bylo nutné přijmout revizi stávající Dublinské konvence. 18. února 2003 přijala Rada Evropské unie Nařízení č. 343/2003, jinak zvané Dublin II. Toto nařízení se zabývalo kritérii, jejichž prostřednictvím mělo být stanoveno, který stát Evropského společenství je odpovědný za projednání konkrétní žádosti o azyl. Nařízením Komise č. 1560 dále byla určena pravidla pro aplikaci Nařízení Dublin II, která zahrnovala způsob vyřizování žádostí o azyl, jejich převzetí i zpětvzetí, žádosti o informace, způsob provádění transferu žadatelů nebo urovnávání smluvních sporů mezi členskými státy. Nařízením Rady č. 2725/2000 ze dne 11. prosince 2000 byl zřízen systém Eurodac pro porovnávání otisků prstů, který celý proces žádosti o azyl a jeho případného udělení značně zjednodušil a doplnil. Evropská komise tímto pojmem označuje evropskou databázi otisků prstů, která vznikla na základě výše zmíněných nařízení a určuje členský stát příslušný k posouzení žádosti o azyl. Tato databáze je pro azylovou problematiku klíčová, neboť zjišťování totožnosti jednotlivých žadatelů o azyl je nezbytnou součástí celého procesu, a konkrétně sejmutí otisků prstů je jedním z dílčích kroků určení totožnosti. V praxi se o užitečnosti této databáze dá těžko dohadovat, neboť používání falešných cestovních dokladů či dokladů totožnosti a následný ilegální pohyb v evropských zemích je velmi častým negativním jevem, proti kterému je nutno zasáhnout.

## Nařízení Dublin III
1. ledna 2014 vstoupilo v účinnost Nařízení Evropského parlamentu a Rady Evropské unie 604/2013 ze dne 26. června 2013, jež je momentálně právním základem dublinského systému. Dublin III byl výsledkem mnoha změn navrhovaných roku 2007 z iniciativy Evropské komise, Evropského parlamentu a Rady Evropské unie. Cílem tohoto nařízení je určit kritéria a postupy pro stanovení členského státu zodpovědného za posouzení žádosti o azyl občanem třetí země. Pro efektivnější aplikování tohoto nařízení bylo 26. června 2013 přijato Nařízení Evropského parlamentu a Rady EU č. 603/2014, jež poskytuje orgánům činným v trestním řízení a Europolu přístup do systému Eurodac za účelem prevence či případného vyšetřování trestných, kupříkladu teroristických činů.

## Kritika
Úřad vysokého komisaře OSN pro uprchlíky (UNHCR) společně s ECRE (European Council on Refugees and Exiles) při hodnocení dublinských nařízení poukázaly na různé strukturální nedostatky, jako jsou například složité administrativní postupy, absence sdíleného mechanismu odpovědnosti a především nedostatečné zohlednění práv jednotlivých žadatelů o azyl při posuzování jeho přesunu do jiné země na základě dublinského nařízení, což často vede k nedobrovolným přesunům s negativními dopady na životy a zdraví osob, které byly předmětem dublinského systému z důvodu zadržení.
Na základě kritiky řeckého azylového systému, zejména nevyhovujících podmínek žadatelů o azyl a nedostatečné ochrany dětí bez doprovodu, se v roce 2008 rozhodlo UNHCR nedoporučit provádět přesuny žadatelů o azyl do Řecka podle dublinského nařízení. Tímto doporučením se zpočátku řídilo Norsko, vzápětí však deklarovalo, že přesuny budou rozhodnuty na základě individuálního posouzení. Finsko učinilo podobný krok.
Po rozhodnutí Evropského soudu pro lidská práva ve věci M. S. S. vs. Řecko a Belgie k tomuto kroku přistoupilo i Německo. Šlo o případ afghánského žadatele o azyl, který byl na základě dublinských nařízení přesunut z Belgie do Řecka. Soud shledal, že jak v případě Belgie, tak Řecka došlo k porušení Evropské úmluvy o lidských právech, konkrétně článku 2 (právo na život), 3 (zákaz nelidského zacházení, nebo trestu) a 13 (právo na účinnou právní ochranu) a Řecko muselo zaplatit žadateli náhradu ve výši 5 725 eur, Belgie ve výši 32 250 eur. Evropský soudní dvůr v této věci dokonce uvedl, že jestliže je nutné ochránit základní práva žadatele, je členský stát povinen jeho žádost posoudit.

## Hodnocení aplikace Dublinu III Evropskou komisí

### Výměna informací mezi žadatelem o azyl a státem v praxi
Dle Dublinu III musí dojít mezi žadatelem o azyl a příslušným státem k výměně informací.
Stát by měl žadateli poskytnout informace o jeho právech, o azylovém procesu a také by jej měl informovat o nařízeních Dublinu III. Tyto informace by měl poskytnout písemně i ústně. Přičemž písemně by je měl poskytnout v jazyce, kterému žadatel rozumí nebo by mu pravděpodobně rozumět měl. To se však neděje vždy. Cíleně jsou informace v jazyce žadatele podávány v následujících zemích: Česko, Německo, Dánsko, Finsko, Lotyšsko, Polsko, Portugalsko a Slovensko. V následujících zemích jsou pak poskytovány vícejazyčné materiály, bez ohledu na jazyk žadatele: Belgie (25), Švýcarsko (39), Estonsko (9), Španělsko (4), Francie (33), Chorvatsko (4), Maďarsko (5), Irsko (5), Itálii (10), Litva (17), Lucembursko (23), Nizozemsko (14), Norsko (11), Rumunsko, Švédsko (9), Slovinsko (6) a Spojené království (17). A ve dvou zemích, na Kypru a na Maltě, jsou dokonce informace poskytovány pouze v angličtině.
Dalším problémem jsou nedostatečné informace. Podle německých vládních orgánů například, je zbytečné zahlcovat žadatele informacemi. Stačí jim při podání žádosti poskytnout ty základní a následně je informovat podrobněji pouze o věcech, které se jich týkají. Proto také k nelibosti různých neziskových organizací jsou v Německu rozdávány jen jednostránkové letáky s nedostatečnými informacemi.
Naproti tomu v Itálii jsou například podávány informace zastaralé a v Lucembursku nebo Polsku jsou žadatelé přehlcováni technickými informacemi.
Žadatel poskytuje informace o sobě skrze rozhovor a písemně. Podává především informace, které určí odpovědný stát, na který bude žádost převedena. Veškeré členské státy přijímají oficiálně rozhovor odpovědné osoby s žadatelem kladně. Dle článku 5.1 však prohlašují, že za některých okolností lze rozhovor opomenout. Mezi ně patří:
- Žadatel podal tytéž informace, které měl poskytnout v rozhovoru, již dříve: Česko, Maďarsko, Itálie a Litva.
- Žadatel uniká trestnímu stíhání: Belgie, Bulharsko, Kypr, Německo, Dánsko, Francie, Chorvatsko, Maďarsko, Rumunsko, Slovensko, Spojené království, Švýcarsko.
- Mezi důvody mohou patřit i zdravotní problémy žadatele.[12]

Všechny členské státy kromě Itálie umožňují žadatelům podat příslušné informace písemně. V Itálii podávají informace pouze ústně na policii (questura) a to vytváří kapacitní problémy, neboť policejní orgány nejsou často schopny tak velké množství informací zpracovávat.
Různé státy garantují nebo plánují, že budou garantovat, rozhovor do určité doby od podání žádosti. Některé státy garantují žadatelům ústní rozhovor dokonce do 24 hodin. Jedná se o: Česko, Litvu, Nizozemí, Polsko, Rumunsko a Norsko. Některé státy plánují garanci rozhovoru do 1 týdne: Rakousko, Belgie, Česko, Irsko, Lotyšsko a Švédsko. Francie garantuje rozhovor do 3 měsíců. Ovšem tyto garance často naráží na problémy přehlcení žádostmi o azyl. Některé státy tak například rozhovor poskytnou až v řádu několika měsíců, ačkoliv jej garantují nejvýše v řádu několika týdnů. To se týká především: Belgie, Německa, Dánska, Španělska, Švédska a Norska.

## Dodržování dohod v současnosti v souvislosti s migrační krizí
Potřeba zásadní reformy dublinského systému se diskutuje již mnoho let a současná uprchlická krize jen zvýraznila fakt, že tento systém je nefunkční. Praxe, v níž nejčastěji byl za žádost o azyl zodpovědný stát, do kterého migrant jako první přišel, přinesla zátěž zejména pobřežním státům (tj. státům na hranicích EU, především Řecku a Itálii). Ve výsledku tak v těchto státech nebylo nejen dostačující vybavení pro zvýšené množství žadatelů o azyl, ale také to prodlužovalo rozhodovací procedury, což vedlo k tomu, že se migranti snažili cestovat po EU nelegálně.
Maďarsko dokonce kvůli nadměrnému zatížení tamějšího azylového systému v červnu 2015 přestalo přijímat žadatele z ostatních zemí EU, ačkoliv bylo odpovědné za posouzení jejich žádosti. Rakousko ve stejné době přestalo projednávat vůbec jakoukoliv žádost o azyl, čímž chtělo ostatní státy EU donutit k pomoci se zvládáním tolika žádostí (v prvním čtvrtletí roku 2015 to činilo 14 225 žádostí). De facto se oběma rozhodnutími zpochybnila platnost dublinského systému, který takovouto situaci nepředvídal.

## Dublin IV
Evropská komise předložila návrh na revizi stávajícího nařízení, tzv. Dublin IV, dne 4. května 2016. Toto nařízení má být součástí širší reformy celého společného evropského azylového systému (CEAS), který má za cíl omezit nepravidelné migrační toky do EU a stát se hlavním modelem ochrany pro budoucnost. Tento systém má mj. zajistit ochranu uprchlíků v regionu jejich původu.
Nejzásadnější navrhované změny oproti Dublinu III:
- Zřízení kolektivního přerozdělovacího mechanismu: Pokud je země vystavena nepřiměřenému počtu žádostí o azyl přesahujícímu stanovenou referenční hodnotu (více než 150 % referenčního počtu, který se určí na základě její rozlohy a ekonomické situace), budou všichni další noví žadatelé v dané zemi (nehledě na státní příslušnost) přerozděleni napříč EU, dokud počet žádostí opět neklesne pod uvedenou hodnotu. Členský stát bude mít možnost dočasně se realokace neúčastnit. V takovém případě bude muset za každého žadatele, za něhož by jinak byl odpovědný, zaplatit státu, jemuž byla daná osoba přidělena, příspěvek solidarity ve výši 250 000 eur.[15]
- Vytvoření speciální před-procedury: Členský stát má povinnost (nikoliv pouze možnost) při posuzování žádosti zkontrolovat, jestli žadatel nepochází z tzv. „bezpečné třetí země“, nebo již požádal o azyl v jiné zemi. Pokud ano, je žadatel do dané země navrácen. Navíc existuje možnost posoudit žádost ve zrychleném řízení, a to, pokud žadatel pochází z „bezpečné třetí země“, nebo představuje bezpečnostní riziko.[16]
- Zavedení nové povinnosti pro žadatele o mezinárodní ochranu setrvat ve členském státě odpovědném za jeho žádost (spolu se stanovením přiměřených důsledků při neplnění podmínek).
- Kratší lhůty pro zasílání žádostí o přemístění, pro odpovědi i pro provádění přemístění žadatelů o azyl mezi členskými státy.
- Větší záruky pro nezletilé osoby bez doprovodu, rozšíření definice rodinných příslušníků.
- Mechanismus také zohlední úsilí členského státu o přesídlení osob, které potřebují mezinárodní ochranu, přímo ze třetí země[15]

### Návrh na změnu Dublinu IV
V listopadu 2017 výbor Evropského parlamentu pro občanské svobody, spravedlnost a vnitřní věci schválil změny v tomto nařízení Evropské komise. Nejzásadnější z nich počítá se zavedením kolektivního přerozdělovacího mechanismu, ovšem s tím rozdílem, že systém funguje automaticky (bez ohledu na počet žadatelů v daném státě). Každá země má přijmout určitý spravedlivý podíl osob, který se vypočítá na základě jejího HDP a počtu obyvatel. To znamená, že větší a bohatší země budou nést větší podíl než menší a méně bohaté země. Pokud ovšem členský stát odmítne přijmout přemístění žadatelů na své území, omezí se mu přístup k finančním prostředkům EU.

### Průběh schvalování
Obě komory českého parlamentu schválily v říjnu resp. listopadu 2016 tzv. odůvodněné stanovisko o nesouladu návrhu s principem subsidiarity. Stejný názor vyjádřili také parlamenty Slovenska, Polska, Maďarska a jedna komora parlamentů Rumunska a Itálie (země ovšem uvádějí různé důvody). Evropská komise ale námitky odmítla.
Evropský parlament v listopadu 2017 rozhodl o zahájení interinstitucionálních jednání. V červnu 2018 Evropská rada konstatovala, že na reformě Dublinského nařízení zatím není shoda.

## Vliv nařízení na azylovou politiku Česka
Nejdůležitějším mezníkem byl bezpochyby vstup Česka do Evropské unie 1. května 2004, které se tímto krokem zavázalo podílet se na Dublinském systému a přijmout povinnosti, které se s tímto systémem pojí. Ministerstvo vnitra pro hladký průběh začlenění se mezi ostatní země dodržující Dublinský systém zřídilo oddělení Dublinského střediska, spadající pod odbor azylové a migrační politiky. Hlavním úkolem Dublinského střediska je definování členského státu Evropské unie, jenž nese odpovědnost za posouzení žádosti o azyl podanou občanem třetí země na území Česka. Nesmíme zapomenout na komunikaci s dublinskými středisky dalších zemí, které se zavázaly Dublinský systém dodržovat a zároveň vyřizování či zodpovídání dotazů českých soudů, které se potýkají s řešením případů azylové či migrační povahy.
Po vstupu Česka do Evropské unie se počet žádostí o azyl na našem území nejprve snížil a posléze se stabilizoval. Tento pokles se dá vysvětlit zavázáním se k aplikaci Dublinského systému, jehož hlavní účel spočívá v možnosti podání žádosti o mezinárodní ochranu pouze v jednom členském státě. Pokles žádostí o azyl se dá vysvětlit především skutečností, že Česko představuje pro žadatele pouze tranzitní zemi, přes kterou mohou eventuálně cestovat do jiných zemí Evropské unie.
Vývoj počtu dublinských případů v Česku můžeme sledovat již od zmíněného vstupu do Evropské unie, tedy od 1. května 2004, kdy bylo evidováno 736 dublinských případů. Od roku 2005, kdy bylo evidováno 1168 dublinských případů, se počet žadatelů postupně s mírnými číselnými rozdíly snižoval.
Prozatím jediný značnější nárůst dublinských případů v Česku byl zaznamenán v roce 2015. Tato tendence je jistě spojena se současnou migrační krizí, která dosáhla největších rozměrů právě v tomto roce. Neméně důležitým faktorem byl také tlak Evropské unie v čele s Německem na to, aby byla více dodržována pravidla, která jsou obsažena v Nařízení Dublin III. Mezi hlavní požadavky patřily hlavně častější a důkladnější kontroly na území jednotlivých členských států, ve kterých uprchlíci a ekonomičtí migranti neměli v plánu podat žádost o mezinárodní ochranu a usídlit se zde, nýbrž se přes toto území pouze přemisťovali do svých cílových destinací. Česko na tuto situaci reagovalo posílením policejních a vojenských složek a iniciovalo častější kontroly na hranicích státu i v jeho vnitrozemí a neoprávněně se zde vyskytující občané třetích zemí byli zadržováni v detenčních zařízeních. Data z roku 2016 o dublinských případech ještě nejsou známa, nicméně odbor azylové a migrační politiky Ministerstva vnitra publikoval statistiku shrnující počty žádosti o mezinárodní ochranu v jednotlivých měsících uplynulého roku.
Závěrem lze vyvodit, že aplikace Dublinského systému v Česku má bezpochyby jasný a zřetelný dopad na počet žádostí o azyl a splňuje tak tím svůj účel, kterým je finanční a časová úleva členského státu spojená s poklesem žádostí o mezinárodní ochranu.